# Кинг, Чарльз Глен
Чарльз Глен Кинг (22 октября, 1896 — 23 января, 1988) — американский биохимик, пионер в области исследования пищевых веществ. Чарльз Кинг выделил витамин C практически одновременно и независимо от Альберта Сент-Дьорди, поэтому считается, что Кинг заслуживает признания за открытие этого витамина наравне с Сент-Дьорди.

## Биография
Кинг родился в Энтиате (Вашингтон, США) и рано поступил в Университет штата Вашингтон, поскольку его местная однокомнатная школа не имела 12 ступеней. Первая мировая война прервала получение высшего образования. Кинг служил пулеметчиком в пехоте. Он получил степень бакалавра наук (B. Sc.) лишь в 1918 году. Сразу же после получения этой ступени, он перешел в Университет Питтсбурга, где получил степень магистра наук (M. Sc.) в 1920 году доктора философии (Phd. D.) в 1923 году. С начала обучения в аспирантуре, его заинтересовала отрасль витаминов, которая только зарождалась. Кинг оставался профессором в Питтсбурге в 1942 году, пока он не стал первым научным директором фонда Nutrition Foundation, Inc. Этот фонд занимался развитием научных и общественных исследований вопросов, связанных со здоровьем как в США, так и на международном уровне.
Вклад Кинга в науку пищевых веществ в основном ассоциируется с выделением им витамина С в 1931-1932 годах, когда он пытался выделить и охарактеризовать этот витамин из лимонного сока для изучения притовчинговой активности на морских свинках. Альберт Сент-Дьорди проводил похожие исследования в Университете Сегеда (Венгрия), сосредоточившись на гексуроновой кислоте. Активное вещество выделенное Кингом было практически химически идентично гексуроновой кислоте Сент-Дьорди, но С. С. Силва заявлял основываясь на собственных исследованиях, что гексуроновая кислота не является витамином С. Однако, в течение двух недель весной 1932 года, сначала Кинг, а впоследствии Сент-Дьорди опубликовали статьи, где они утверждали, что витамин С и гексуроновая кислота на самом деле одно и то же соединение. Альберт Сент-Дьорди получил впоследствии Нобелевскую премию по физиологии и медицине за свою часть исследований, но противоречие так и осталось, заслуживают ли эти оба ученых одинакового признания. Впоследствии Кинг обнаружил важную функциональную роль витамина C и в течение своей 40-летней научной карьеры сделал много важных вкладов в области исследования жиров, ферментов и витаминов. Кинг написал более 200 статей о положительном эффекте витаминов в пищевой медицинской практике.